# Tangara rufigenis
Tangara rufigenis е вид птица от семейство Тангарови (Thraupidae).

## Разпространение
Видът е разпространен във Венецуела.